# Рагби јунион репрезентација Туниса
Рагби јунион репрезентација Туниса је рагби јунион тим који представља Тунис у овом екипном спорту. Французи су донели рагби у Тунис који је и био њихова колонија, ипак први званични тест меч рагби јунион репрезентација Туниса играла је против Холандије 1979. Најтежи пораз рагбистима Туниса нанела је Шпанија 1979. резултат је био 62-0. Најубедљивију победу Тунис је остварио против Кеније, резултат је био 52-5.

## Бивши играчи
- Мохамед Гаралоу
- Аимен Глоулои
- Мохамед Али Кочлеф
- Амине Гарасал
- Чахир Аоуди
- Сари Лимеви
- Ноктар Гуетари
- Хеди Соуид - капитен
- Азиз Касар
- Акрам Аоуамри
- Амара Дриди
- Калед Зегден
- Мохамед Бен Хмида
- Сабри Гмир
- Лофти Бенселем
- Амор Мезгар
- Амор Хамди
- Хејтем Чели
- Сабеур Чарада